# Combat d'animaux (Desportes)
Pour les articles homonymes, voir Combat d'animaux.
Combat d'animaux est un tableau du peintre français Alexandre-François Desportes réalisé avant 1739. Cette huile sur toile est une peinture animalière qui représente toutes sortes de bêtes en train de s'affronter les unes les autres dans une végétation exotique, avec les créatures terrestres sur le sol et différents oiseaux à hauteur du feuillage des arbres fruitiers, la composition étant centrée autour d'un lion qui mord un tapir entre deux autruches. L'œuvre est conservée au musée des Beaux-Arts de Reims, sa propriété ayant été transférée de l'État à la ville de Reims en 2019.